# زاخار إيفيمينكو
زاخار إيفيمينكو (بالأوكرانية: Єфименко Захар Олександрович)‏ Zahar Efimenko (ولد في 3 يوليو 1985) لاعب شطرنج أوكراني يحمل لقب أستاذ كبير.

## ألقاب
- حصل على لقب أستاذ كبير عام 2002.

## إنجازات
- فاز ببطولة أوكرانيا للشطرنج عام 2006.
- شارك في كأس العالم للشطرنج أعوام 2005، 2009، 2011.
- فاز ببطولة العالم تحت 14 سنة عام 1999.
- تعادل على المراكز من الأول للخامس في مهرجان جبل طارق للشطرنج عام 2005، مع كل من ليفون أرونيان، كيريل غيورغييف، ألكسي شيروف، إيميل سوتوفسكي.
- تعادل على المراكز من الأول للسادس في دورة آيل أوف مان الدولية للشطرنج عام 2007، مع كل من فيتالي غولود، ماتيوش بارتل، يوري ياكوفيتش، ميخائيل رويز، ميخائيل كوباليا.
- تعادل على المراكز الأول والثاني في دورة بوسنا الدولية للشطرنج عام 2010، مع فيكتور بولوغان.

## تصنيف إيلو
- بلغ أفضل تصنيف له 2708 نقطة في مارس 2011.
- بلغ تصنيف إيلو 2641 نقطة في يناير 2018.

## روابط خارجية
- زاخار إيفيمينكو على موقع الاتحاد الدولي للشطرنج (الإنجليزية)
- زاخار إيفيمينكو على موقع مباريات الشطرنج (الإنجليزية)
- زاخار إيفيمينكو على موقع 365Chess.com (الإنجليزية)
- زاخار إيفيمينكو على موقع Chesstempo.com (الإنجليزية)
- زاخار إيفيمينكو سجل أولمبياد الشطرنج على موقع OlimpBase.org (الإنجليزية)